# Straffesag
 Denne artikel omhandler overvejende eller alene danske forhold. Hjælp gerne med at gøre artiklen mere almen.
En straffesag er en retssag, der hører under strafferetten. Det vil sige, at den handler om en eller flere påståede overtrædelser af straffeloven, eksempelvis sager om personfarlig kriminalitet såsom vold eller drab eller om økonomisk kriminalitet, eksempelvis tyveri, underslæb eller bedrageri. Straffesager føres enten med domsmænd eller nævninger ved byretterne med landsretterne som appelmulighed.
Formålet med en straffesag er at finde ud af, hvorvidt tiltalte er rette gerningsmand, og at afgøre om denne, i givet fald, kan/skal straffes eller ej. Straffen er i straffesager bøde eller fængsel.
Centralt i straffesagen er hovedforhandlingen, som er det retsmøde, hvor anklager og forsvarer fremlægger beviser og påstande. 

## Straffesager i dansk lov
En "straffesag" er jf. retsplejelovens § 835 begyndt ved indlevering af et anklageskrift mod en person til en by- eller landsret.
En "straffesag" jf. forvaltningslovens § 9, stk. 3 (Bestemmelserne i dette kapitel (4) gælder ikke sager om strafferetlig forfølgning af lovovertrædelser, jfr. dog § 18.) uden for retten først er begyndt kun hvis politiet, som efterforsker forholdet, ved en sådan forfølgning af en lovovertrædelse har sigtet nogen.
I betragtning af, at "en anmeldelse af strafbart forhold" er en "anmodning" fra anmelderen til politiet om at finde en gerningsmand til at retsforfølge for overtrædelsen, eller et "tilbud" til Politiet om (med eller uden efterforskning) at retsforfølge en bestemt person for overtrædelsen, kan modtagelsen af anmeldelsen hos politiet til behandling, hvis ingen er sigtet, ikke anses som en begyndelse af en "straffesag", men alene en sag som Politiet jf. Forvaltningslovens § 2, stk. 1, skal afgøre.